# لويس سيكويرا
لويس سيكويرا (بالإسبانية: Luis Cequeira) مواليد 04 فبراير 1985، هو لاعب كرة سلة أرجنتيني بدأ مسيرته الاحترافية في سنة 2001. يبلغ طوله 5 قدم 11 بوصة (1.8 م).

## روابط خارجية
- لويس سيكويرا على موقع الاتحاد الدولي لكرة السلة (الإنجليزية)
- لويس سيكويرا على موقع كرة السلة الأوروبية.كوم (الإنجليزية)
- لويس سيكويرا على موقع ريلجم (الإنجليزية)
- لويس سيكويرا على موقع بروبوليرز (الإنجليزية)
- لويس سيكويرا على موقع سبورتس رفرنس (الإنجليزية)